# Energia reticular
A energia reticular ou energia de malha  é definida como a energia necessária para transformar um mol de íons de um sólido iónico em íons gasosos, separados por uma distância infinita. Também pode ser definida como a energia liberada no processo inverso, isto é, na combinação de íons gasosos para formar um sólido cristalino. A energia de rede geralmente é medida em quilojoule por mol. Para cada sólido em particular, a energia da rede é uma constante que mede o quão firmemente as partículas constituintes são mantidas juntas.

## Equação de Born-Landé
A equação de Born-Landé, proposta por Max Born e Alfred Landé, fornece o valor da energia reticular de um composto iônico. A energia pode ser calculada com recurso a fórmula:
{\displaystyle E=-{\frac {N_{A}Mz^{+}z^{-}e^{2}}{4\pi \varepsilon _{0}r_{0}}}\left(1-{\frac {1}{n}}\right)}
Sendo,
{\displaystyle {N_{A}}}, a constante de Avogadro;
{\displaystyle {M}}, a constante de Madelung, relativa à geometria do cristal;
{\displaystyle {z^{+}}}, o número de carga do cátion;
{\displaystyle {z^{-}}}, o número de carga do ânion;
{\displaystyle {e}}, a carga do elétron, de valor 1.6022×10−19 C;
{\displaystyle {\varepsilon _{0}}}, a constante de permitividade eléctrica 8.854×10−12 C^2 J^−1 m^−1;
{\displaystyle {r_{0}}}, a distância ao íon mais próximo; e
{\displaystyle {n}}, o expoente de Born.
A equação de Born-Landé demonstra que a energia da rede de um composto aumenta conforme o aumento da carga e a proximidade dos íons. 

## Ciclo de Born-Haber

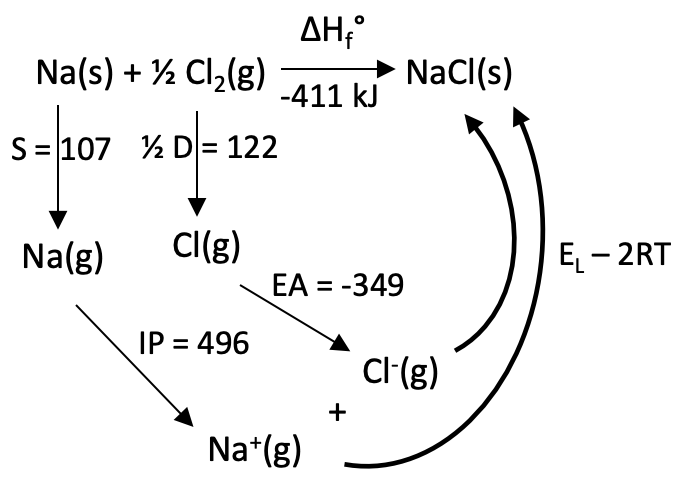
Ciclo de Bor-Haber para a formação do cloreto de sódio

O ciclo de Born-Haber é uma aplicação da Lei de Hess para calcular a entalpia reticular de um composto iônico.

### Exemplo
A energia associada a formação do Cloreto de sódio pode ser medida em etapas. Pela Lei de Hess:
{\displaystyle \Delta H_{f}=\Delta H_{s}+1/2E_{d}+\Delta H_{i}+\Delta H_{a}+\Delta Eret}
Onde, 
{\displaystyle {\Delta H_{f}}} é a entalpia padrão de formação do sólido iônico. Corresponde a energia liberada ou consumida na formação de 1 mol da substância a partir de substâncias simples no estado padrão (estado físico e alotrópico mais estável a 298 K e pressão de 1 atm); 
{\displaystyle {\Delta H_{s}}} é a entalpia de sublimação do sódio;
{\displaystyle {1/2E_{d}}} é a energia de dissociação de 1 mol de moléculas de cloro na forma gasosa;
{\displaystyle {\Delta H_{i}}} é a entalpia associada ao potencial de ionização do sódio;
{\displaystyle {\Delta H_{a}}} é a entalpia associada a afinidade eletrônica do cloro;
{\displaystyle {Eret}} é a entalpia de rede.
Com exceção da entalpia de rede, todos os outros valores são obtidos experimentalmente.